# مرثية راهبة
مرثية راهبة هي عمل خيالي لويليام فوكنر، ونُشرت لأول مرة في عام 1951. وتُعد تتمة لرواية فوكنر السابقة الملاذ (Sanctuary)، والتي ظهرت فيها شخصيات تيمبل دريك، وصديقها (زوجها لاحقًا) غوان ستيفنز، وعم غوان غافين ستيفنز. تدور أحداث الرواية في مقاطعة يوكناباتوفا الخيالية وفي جاكسون، ولاية مسيسيبي، في نوفمبر 1937 ومارس 1938، أي بعد ثماني سنوات من أحداث الرواية الأولى. في مرثية راهبة، يجب أن تتعلم تيمبل -المتزوجة الآن ولديها طفل- أن تتعامل مع ماضيها العنيف المضطرب الذي ذكر في رواية الملاذ.
نُشرت الرواية في الأصل على شكل كتاب، ثم أُعيد إعدادها لتكون مسرحية. إضافةً إلى مصدر مشارك بجانب رواية الملاذ للفيلم الذي يحمل نفس الاسم (الملاذ 1961).

## الشكل والموضوع
مرثية راهبة -مثل العديد من أعمال فوكنر- تختبر أساليب سرد عدة، إذ إنها تُعد رواية ومسرحية معًا. ويتخلل السرد الرئيسي ذي الشكل الدرامي مقاطعُ نثرية تحكي تاريخ مقاطعة يوكناباتوفا الخيالية. يركز كل قسم من أقسام النثر على مؤسسة معينة (المحكمة، ومبنى مجلس الولاية، والسجن، بشكل متتالٍ) وهذه المقاطع تُعد تهيئة للقسم الدرامي التالي من القصة.
الموضوع الرئيسي لمرثية راهبة يتمحور حول الخلاص الروحي من الآثام الماضية، ويأتي هذا الخلاص عن طريق المعاناة والاعتراف بالذنب. تشير كلمة «راهبة» في العنوان إلى شخصية نانسي، وهي مومس مُدانة بالقتل، ومن خلال الرواية يتضح أن كلمة مومس تحمل معنى الدعارة مثلما تدل الكلمة في العصر الإليزابيثي، ومعنى معاصرًا للمرأة التي تضحي بنفسها لتنقذ الآثمين.

## ملخص
في جيفرسون، المسيسيبي، جرت إدانة نانسي مانيغو -التي عملت سابقًا مربية أطفال لدى تيمبل دريك ستيفنز (السيدة غوان ستيفنز)- بتهمة قتل ابنة تيمبل البالغة من العمر ستة أشهر وحُكم عليها بالإعدام. وقبل ثماني سنوات -كما هو موصوف في رواية الملاذ- وقعت تيمبل في أيدي عصابة من المهربين العنيفين واغتُصبت وسُجنت في بيت للدعارة، وحدث ذلك نتيجة لإهمال مرافقها -غوان ستيفنز- الذي كان في حالة سُكر. بعد ذلك، تزوج غوان من تيمبل بدافع من الشعور بالمسؤولية، وأنجبا طفلين. ثم عادت عائلة ستيفنز لمكانتها ضمن المجتمع الراقي في المقاطعة، ظاهريًا بدا أن العائلة تعيش حياة طبيعية، لكن هذا الزواج كان متوترًا بسبب ماضي تيمبل، وبسبب الفكرة التي لم يجرِ التطرق إليها، وهي أن تيمبل استمتعت بتجربتها في بيت الدعارة. بعدها وظفت تيمبل نانسي -امرأة سوداء مدمنة على المخدرات وعملت أحيانًا في الدعارة- لتجد شخصًا تتحدث إليه ويفهمها.
أما عم غوان وهو محامي الدفاع عن نانسي -غافين ستيفنز- كان يعتقد أن تيمبل تحجب معلومات حول وفاة ابنتها، وواجه تيمبل بهذا الأمر بعيدًا عن زوجها غوان. ولمحت تيمبل إلى وجود أسباب وراء قتل نانسي للطفلة، إذ أن نانسي لم تكن مصابة بأمراض عقلية أو مؤذية، ولكنها تجنبت الكشف عن أي معلومات أخرى، بدلاً من ذلك ذهبت في رحلة طويلة إلى كاليفورنيا.
بعد عدة أشهر، أي قبل أسبوع من إعدام نانسي المقرر، عادت تيمبل إلى جيفرسون واتصلت بغافين. بعد أن خدرت زوجها غوان بحبوب منومة كي لا يسمع الحديث، واعترفت تيمبل لغافين بأنه على الرغم من أن نانسي قتلت الطفلة، إلا أن تيمبل نفسها كان لها يد في القتل وتريد إيقاف إعدام نانسي. حثها غافين على أن تناشد حاكم الولاية بشكل مباشر، على الرغم من أنه قد فات الأوان لإنقاذ نانسي. سمع غوان كامل المحادثة دون علم غافين أو تيمبل.
في اليوم السابق لإعدام نانسي، ذهبت تيمبل إلى مبنى مجلس الولاية، في جاكسون، مسيسيبي، واعترفت للحاكم بأنها قبل مقتل طفلتها، كانت تخطط للتخلي عن زوجها وعائلتها والهرب مع بيت، وهو الأخ الأصغر لعشيقها السابق ريد. وتوضح رواية الملاذ أن تيمبل اغتُصبت بشكل وحشي وهي عذراء في السابعة عشرة من العمر من قبل رجل العصابات العاجز جنسيًا باباي، والذي أجبرها على ممارسة الجنس مع ريد مرارًا في أثناء مشاهدته. لكن تيمبل وقعت في حب ريد، ما جعل باباي الغيور يقتله. وبعد أن جرى إنقاذها، اتهمت تيمبل غودوين زورًا بكونه الرجل الذي اغتصبها، ما تسبب في إعدام غودوين دون محاكمة على يد حشد غاضب. قبل مقتل ريد، كانت تيمبل قد كتبت له رسائل حب صريحة، عثر عليها شقيقه بيت فيما بعد، واستخدمها لابتزاز تيمبل. التي وجدت نفسها منجذبة إلى بيت وخططت لمنحه مبلغًا كبيرًا من المال، وللهرب معه أيضًا. وحين علمت نانسي بمخطط تيمبل حاولت منعها عن طريق خنق طفلتها الصغيرة، وهذا الفعل كلفها حياتها، التي كانت مستعدة للتضحية بها.
رفض الحاكم منح الرأفة لنانسي. بينما اعتقدت تيمبل أنها كانت تعترف للحاكم، لكنه كان قد غادر وجلس زوجها غوان في كرسيه، ولا تدرك تيمبل ذلك إلا بعد أن تنتهي من سرد قصتها. أخبر غوان تيمبل أنه شديد الأسف لدوره في إطلاق سلسلة الأحداث التي وقعت قبل ثماني سنوات، لكن الماضي انتهى ولا يمكن تغييره.
في صباح يوم إعدام نانسي، زارتها تيمبل بصحبة غافين في زنزانتها في السجن. وأوضحت أنها أرادت أن تعترف للحاكم بأن نانسي لم تكن وحدها المسؤولة عن وفاة الطفلة، وأنها تسببت في وفاة طفلتها منذ ثمانية أعوام، وهذا من خلال المضي قدماً مع غوان الذي أدى إلى اغتصابها وما تبقى من سلسلة الأحداث. نانسي ماتت بسبب خنقها للطفلة، وعاشت تيمبل مع عواقب أفعالها. ونصحتها نانسي أن تثق بالله وأن تمجد فضائل المعاناة.

## وصلات خارجية
- Requiem for a Nun